# Gran Premio motociclistico d'Aragona 2024
Il Gran Premio motociclistico d'Aragona 2024 è stata la dodicesima prova del motomondiale del 2024. Le vittorie nelle tre classi sono andate a: Marc Márquez nella Sprint e nella gara della MotoGP, Jake Dixon in Moto2, ed José Antonio Rueda in Moto3.
Per Marc Márquez si tratta della prima vittoria con Ducati e del primo successo dopo ben 1043 giorni.
Per José Antonio Rueda si tratta della prima vittoria nel Motomondiale, diventando così il 400° vincitore di una gara del Motomondiale.

## Prove e Qualifiche

### Moto3
Nella sessione di prove libere, il pilota più veloce in pista è David Alonso in 1'59"683. Solo la prima delle due sessioni di Pre-qualifiche fa segnare tempi validi in quanto la seconda del sabato mattina è caratterizzata dalla pioggia scesa durante la notte che non permette ai piloti di migliorarsi, con David Alonso che si conferma il più veloce in pista in 1'57"052.
Anche in qualifica il colombiano si conferma il più veloce in pista conquistando la Pole Position con il miglior tempo in 1'58"059. Ecco i risultati dei primi cinque classificati:
| Pos | Nº | Pilota             | Team                      | Tempo    |
| --- | -- | ------------------ | ------------------------- | -------- |
| 1   | 80 | David Alonso       | CFMoto Gaviota Aspar Team | 1'58.059 |
| 2   | 99 | José Antonio Rueda | Red Bull KTM Ajo          | 1'58.492 |
| 3   | 66 | David Muñoz        | BOE Motorsports           | 1'59.064 |
| 4   | 36 | Ángel Piqueras     | Leopard Racing            | 1'59.090 |
| 5   | 66 | Joel Kelso         | BOE Motorsports           | 1'59.099 |

### Moto2
La sessione di prove libere vede lo spagnolo Alonso López chiudere in testa segnando il miglior tempo in 1'51"657. Nella classifica combinata delle Pre-qualifiche, dove anche qui la seconda sessione è stata caratterizzata da pista umida, lo spagnolo del team Speed Up si conferma il pilota più veloce in pista 1'50"989.
In qualifica la Pole va ad Jake Dixon, la quinta della carriera, che chiude il suo giro in 2'02"940; ecco i risultati dei primi cinque classificati:
| Pos | Nº | Pilota        | Team                     | Tempo    |
| --- | -- | ------------- | ------------------------ | -------- |
| 1   | 96 | Jake Dixon    | CFMoto Inde Aspar Team   | 1'51.636 |
| 2   | 10 | Diogo Moreira | Italtrans Racing Team    | 1'51.770 |
| 3   | 44 | Arón Canet    | Fantic Racing            | 1'51.784 |
| 4   | 53 | Deniz Öncü    | Red Bull KTM Ajo         | 1'51.923 |
| 5   | 14 | Tony Arbolino | Elf Marc VDS Racing Team | 1'51.938 |

### MotoGP
Nella prima sessione di prove libere il miglior tempo è fatto segnare da Marc Márquez in 1'48"289. Nella sessione di Pre-qualifica lo spagnolo si conferma il più veloce in 1'57"911. Il numero 93 segna il miglior tempo anche nella sessione del sabato mattina in 1'59"039.
Nel Q1 passano il taglio Brad Binder e Pedro Acosta. Nel Q2 il miglior giro è in 1'46"776 che viene fatto segnare da Marc Márquez che si prende la Pole Position, la seconda stagionale, dando otto decimi a Pedro Acosta e Francesco Bagnaia. Di seguito i risultati delle qualifiche:
| Pos. | Nº | Pilota                | Team                         | Tempo     | Tempo    |
| Pos. | Nº | Pilota                | Team                         | Q1        | Q2       |
| ---- | -- | --------------------- | ---------------------------- | --------- | -------- |
| 1    | 93 | Marc Márquez          | Gresini Racing               | Già in Q2 | 1'46.766 |
| 2    | 31 | Pedro Acosta          | Red Bull GASGAS Tech3        | 1'48.018  | 1'47.606 |
| 3    | 1  | Francesco Bagnaia     | Ducati Lenovo Team           | Già in Q2 | 1'47.608 |
| 4    | 89 | Jorge Martín          | Prima Pramac Racing          | Già in Q2 | 1'47.642 |
| 5    | 73 | Álex Márquez          | Gresini Racing               | Già in Q2 | 1'47.807 |
| 6    | 21 | Franco Morbidelli     | Prima Pramac Racing          | Già in Q2 | 1'48.114 |
| 7    | 33 | Brad Binder           | Red Bull KTM Factory Racing  | 1'58.373  | 1'48.492 |
| 8    | 88 | Miguel Oliveira       | Trackhouse Racing            | Già in Q2 | 1'48.550 |
| 9    | 25 | Raúl Fernández        | Trackhouse Racing            | Già in Q2 | 1'48.923 |
| 10   | 5  | Johann Zarco          | Castrol Honda LCR            | Già in Q2 | 1'49.080 |
| 11   | 41 | Aleix Espargaró       | Aprilia Racing               | Già in Q2 | 1'49.707 |
| 12   | 12 | Maverick Viñales      | Aprilia Racing               | Già in Q2 | 1'50.226 |
| 13   | 72 | Marco Bezzecchi       | Pertamina Enduro VR46 Racing | 1'48.086  |          |
| 14   | 23 | Enea Bastianini       | Ducati Lenovo Team           | 1'48.542  |          |
| 15   | 43 | Jack Miller           | Red Bull KTM Factory Racing  | 1'48.649  |          |
| 16   | 49 | Fabio Di Giannantonio | Pertamina Enduro VR46 Racing | 1'48.687  |          |
| 17   | 20 | Fabio Quartararo      | Monster Energy Yamaha        | 1'48.775  |          |
| 18   | 30 | Takaaki Nakagami      | Idemitsu Honda LCR           | 1'49.081  |          |
| 19   | 37 | Augusto Fernández     | Red Bull GASGAS Tech3        | 1'49.238  |          |
| 20   | 10 | Luca Marini           | Repsol Honda                 | 1'49.802  |          |
| 21   | 42 | Álex Rins             | Monster Energy Yamaha        | 1'49.872  |          |
| 22   | 36 | Joan Mir              | Repsol Honda                 | 1'50.120  |          |

## Gare

### MotoGP

#### Sprint
Dopo al Pole della mattina, Marc Márquez domina anche la gara Sprint, per la prima volta, seguito da Jorge Martín e dalla Tech3 di Pedro Acosta che completa il podio tutto spagnolo. Quarta posizione per il fratello Álex Márquez che chiude davanti ad un ottimo Miguel Oliveira sulla Trackhouse Racing, seguito da Brad Binder, sesto, e da Enea Bastianini in settima posizione. Ottavo conquistando due punti importanti, è Fabio Quartararo con la Yamaha, mentre chiude la zona punti Francesco Bagnaia, in grossa difficoltà dall'inizio del weekend. Di seguito i risultati della gara Sprint:

##### Arrivati al traguardo
| Pos. | Nº | Pilota                | Squadra                      | Motocicletta       | Giri | Tempo     | Griglia | Punti |
| ---- | -- | --------------------- | ---------------------------- | ------------------ | ---- | --------- | ------- | ----- |
| 1º   | 93 | Marc Márquez          | Gresini Racing               | Ducati Desmosedici | 11   | 19'50"034 | 1º      | 12    |
| 2º   | 89 | Jorge Martín          | Prima Pramac Racing          | Ducati Desmosedici | 11   | +2.961    | 4º      | 9     |
| 3º   | 31 | Pedro Acosta          | Red Bull GASGAS Tech3        | KTM RC16           | 11   | +6.694    | 2º      | 7     |
| 4º   | 73 | Álex Márquez          | Gresini Racing               | Ducati Desmosedici | 11   | +9.950    | 5º      | 6     |
| 5º   | 88 | Miguel Oliveira       | Trackhouse Racing            | Aprilia RS-GP      | 11   | +11.749   | 8º      | 5     |
| 6º   | 33 | Brad Binder           | Red Bull KTM Factory Racing  | KTM RC16           | 11   | +14.144   | 7º      | 4     |
| 7º   | 23 | Enea Bastianini       | Ducati Lenovo Team           | Ducati Desmosedici | 11   | +14.291   | 14º     | 3     |
| 8º   | 20 | Fabio Quartararo      | Monster Energy Yamaha        | Yamaha YZR-M1      | 11   | +18.836   | 17º     | 2     |
| 9º   | 1  | Francesco Bagnaia     | Ducati Lenovo Team           | Ducati Desmosedici | 11   | +20.298   | 3º      | 1     |
| 10º  | 72 | Marco Bezzecchi       | Pertamina Enduro VR46 Racing | Ducati Desmosedici | 11   | +20.448   | 13º     |       |
| 11º  | 25 | Raúl Fernández        | Trackhouse Racing            | Aprilia RS-GP      | 11   | +20.678   | 9º      |       |
| 12º  | 37 | Augusto Fernández     | Red Bull GASGAS Tech3        | KTM RC16           | 11   | +21.429   | 19º     |       |
| 13º  | 43 | Jack Miller           | Red Bull KTM Factory Racing  | KTM RC16           | 11   | +22.110   | 15º     |       |
| 14º  | 30 | Takaaki Nakagami      | LCR Honda Idemitsu           | Honda RC213V       | 11   | +22.440   | 18º     |       |
| 15º  | 49 | Fabio Di Giannantonio | Pertamina Enduro VR46 Racing | Ducati Desmosedici | 11   | +23.468   | 16º     |       |
| 16º  | 10 | Luca Marini           | Repsol Honda                 | Honda RC213V       | 11   | +26.822   | 20º     |       |
| 17º  | 42 | Álex Rins             | Monster Energy Yamaha        | Yamaha YZR-M1      | 11   | +26.910   | 21º     |       |
| 18º  | 36 | Joan Mir              | Repsol Honda                 | Honda RC213V       | 11   | +31.147   | 22º     |       |
| 19º  | 12 | Maverick Viñales      | Aprilia Racing               | Aprilia RS-GP      | 11   | +37.642   | 12º     |       |

##### Ritirati
| Nº | Pilota            | Squadra             | Motocicletta       | Giri | Griglia |
| -- | ----------------- | ------------------- | ------------------ | ---- | ------- |
| 21 | Franco Morbidelli | Prima Pramac Racing | Ducati Desmosedici | 4    | 6º      |
| 5  | Johann Zarco      | Castrol Honda LCR   | Honda RC213V       | 1    | 10º     |
| 41 | Aleix Espargaró   | Aprilia Racing      | Aprilia RS-GP      | 0    | 11º     |

#### Gara
Dopo la vittoria nella Sprint, Marc Márquez domina anche la gara della domenica andando a vincere la prima gara con Gresini e Ducati tornando alla vittoria 1043 giorni dopo il Gran Premio dell'Emilia-Romagna 2021. Completano il podio, nello stesso ordine della Sprint, Jorge Martín e Pedro Acosta. Quarta posizione per la KTM di Brad Binder, seguito da Enea Bastianini in quinta posizione. Sesto Franco Morbidelli davanti a Marco Bezzecchi e Fabio Di Giannantonio (settimo all'arrivo ma penalizzato di 16 secondi per la pressione delle gomme). Nona posizione e miglior risultato stagionale fin qui con Yamaha per Álex Rins, seguito da Aleix Espargaró. Undicesimo Takaaki Nakagami, anch'egli al miglior risultato stagionale, davanti ad Augusto Fernández e Johann Zarco. Chiude la zona punti Jack Miller, decimo al traguardo ma anche lui penalizzato a causa della pressione delle gomme. Caduto invece Francesco Bagnaia in un incidente controverso che ha visto coinvolto Álex Márquez, suscitando diverse polemiche tra gli appassionati, con l'italiano che scivola momentaneamente a -23 da Martín. Di seguito i risultati della gara:

##### Arrivati al traguardo
| Pos. | Nº | Pilota                | Squadra                      | Motocicletta       | Giri | Tempo     | Griglia | Punti |
| ---- | -- | --------------------- | ---------------------------- | ------------------ | ---- | --------- | ------- | ----- |
| 1º   | 93 | Marc Márquez          | Gresini Racing               | Ducati Desmosedici | 23   | 41'47"082 | 1º      | 25    |
| 2º   | 89 | Jorge Martín          | Prima Pramac Racing          | Ducati Desmosedici | 23   | +4.789    | 4º      | 20    |
| 3º   | 31 | Pedro Acosta          | Red Bull GASGAS Tech3        | KTM RC16           | 23   | +14.904   | 2º      | 16    |
| 4º   | 33 | Brad Binder           | Red Bull KTM Factory Racing  | KTM RC16           | 23   | +16.459   | 7º      | 13    |
| 5º   | 23 | Enea Bastianini       | Ducati Lenovo Team           | Ducati Desmosedici | 23   | +18.776   | 14º     | 11    |
| 6º   | 21 | Franco Morbidelli     | Prima Pramac Racing          | Ducati Desmosedici | 23   | +20.549   | 6º      | 10    |
| 7º   | 72 | Marco Bezzecchi       | Pertamina Enduro VR46 Racing | Ducati Desmosedici | 23   | +24.759   | 16º     | 9     |
| 8º   | 49 | Fabio Di Giannantonio | Pertamina Enduro VR46 Racing | Ducati Desmosedici | 23   | +37.159   | 13º     | 8     |
| 9º   | 42 | Álex Rins             | Monster Energy Yamaha        | Yamaha YZR-M1      | 23   | +39.420   | 21º     | 7     |
| 10º  | 41 | Aleix Espargaró       | Aprilia Racing               | Aprilia RS-GP      | 23   | +40.602   | 11º     | 6     |
| 11º  | 30 | Takaaki Nakagami      | LCR Honda Idemitsu           | Honda RC213V       | 23   | +41.782   | 18º     | 5     |
| 12º  | 37 | Augusto Fernández     | Red Bull GASGAS Tech3        | KTM RC16           | 23   | +42.083   | 19º     | 4     |
| 13º  | 5  | Johann Zarco          | Castrol Honda LCR            | Honda RC213V       | 23   | +43.264   | 10º     | 3     |
| 14º  | 36 | Joan Mir              | Repsol Honda                 | Honda RC213V       | 23   | +49.735   | 22º     | 2     |
| 15º  | 43 | Jack Miller           | Red Bull KTM Factory Racing  | KTM RC16           | 23   | +55.966   | 15º     | 1     |
| 16º  | 25 | Raúl Fernández        | Trackhouse Racing            | Aprilia RS-GP      | 23   | +73.332   | 9º      |       |
| 17º  | 10 | Luca Marini           | Repsol Honda                 | Honda RC213V       | 23   | +112.386  | 20º     |       |

##### Ritirati
| Nº | Pilota            | Squadra               | Motocicletta       | Giri | Griglia |
| -- | ----------------- | --------------------- | ------------------ | ---- | ------- |
| 73 | Álex Márquez      | Gresini Racing        | Ducati Desmosedici | 17   | 5º      |
| 1  | Francesco Bagnaia | Ducati Lenovo Team    | Ducati Desmosedici | 17   | 3º      |
| 12 | Maverick Viñales  | Aprilia Racing        | Aprilia RS-GP      | 10   | 12º     |
| 20 | Fabio Quartararo  | Monster Energy Yamaha | Yamaha YZR-M1      | 5    | 17º     |
| 88 | Miguel Oliveira   | Trackhouse Racing     | Aprilia RS-GP      | 0    | 8º      |

### Moto2
Seconda vittoria stagionale per Jake Dixon, segnando anche il giro veloce, davanti a Tony Arbolino, al primo podio nel 2024, con Deniz Öncü terzo, per la primo volta a podio in Moto2. Quarta posizione per Alonso López davanti a Manuel González e Somkiat Chantra. Settima posizione per Marcos Ramírez che ha rischiato di combinare un pasticcio con il compagno di squadra Joe Roberts all'ultimo giro, con lo statunitense che è caduto. Ottavo Ai Ogura che guadagna qualche punto su Sergio García, ritirato e con un infortunio alla spalla durante il weekend. Nona posizione per Darryn Binder che precede Celestino Vietti. Poi Filip Salač undicesimo, davanti ad Ayumu Sasaki che ottiene i suoi primi punti stagionali. Tredicesimo Barry Baltus che torna a guadagnare punti dopo ben 10 Gran Premi, davanti a Zonta van den Goorbergh e a Mario Aji che chiude la zona punti. Di seguito i risultati della gara:

#### Arrivati al traguardo
| Pos | Nº | Pilota                  | Squadra                        | Motocicletta | Giri | Tempo     | Griglia | Punti |
| --- | -- | ----------------------- | ------------------------------ | ------------ | ---- | --------- | ------- | ----- |
| 1°  | 96 | Jake Dixon              | CFMoto Inde Aspar Team         | Kalex        | 19   | 35'54"402 | 1º      | 25    |
| 2°  | 14 | Tony Arbolino           | Elf Marc VDS Racing Team       | Kalex        | 19   | +1.779    | 5º      | 20    |
| 3°  | 53 | Deniz Öncü              | Red Bull KTM Ajo               | Kalex        | 19   | +5.479    | 4º      | 16    |
| 4°  | 21 | Alonso López            | Sync Speed Up                  | B-24         | 19   | +9.190    | 6º      | 13    |
| 5°  | 18 | Manuel González         | QJMotor Gresini Moto2          | Kalex        | 19   | +11.098   | 10º     | 11    |
| 6°  | 35 | Somkiat Chantra         | Idemitsu Honda Team Asia       | Kalex        | 19   | +13.060   | 14º     | 10    |
| 7°  | 24 | Marcos Ramírez          | OnlyFans American Racing Team  | Kalex        | 19   | +16.494   | 12º     | 9     |
| 8°  | 79 | Ai Ogura                | MT Helmets - MSi               | B-24         | 19   | +18.672   | 16º     | 8     |
| 9°  | 15 | Darryn Binder           | Liqui Moly Husqvarna Intact GP | Kalex        | 19   | +19.757   | 19º     | 7     |
| 10° | 13 | Celestino Vietti        | Red Bull KTM Ajo               | Kalex        | 19   | +21.301   | 8º      | 6     |
| 11° | 12 | Filip Salač             | Elf Marc VDS Racing Team       | Kalex        | 19   | +24.737   | 20º     | 5     |
| 12° | 22 | Ayumu Sasaki            | Yamaha VR46 Master Camp Team   | Kalex        | 19   | +25.415   | 18º     | 4     |
| 13° | 7  | Barry Baltus            | RW-Idrofoglia Racing GP        | Kalex        | 19   | +27.794   | 22º     | 3     |
| 14° | 84 | Zonta van den Goorbergh | RW-Idrofoglia Racing GP        | Kalex        | 19   | +28.493   | 17º     | 2     |
| 15° | 34 | Mario Aji               | Idemitsu Honda Team Asia       | Kalex        | 19   | +29.684   | 21º     | 1     |
| 16° | 81 | Senna Agius             | Liqui Moly Husqvarna Intact GP | Kalex        | 19   | +30.080   | 24º     |       |
| 17° | 10 | Diogo Moreira           | Italtrans Racing Team          | Kalex        | 19   | +31.288   | 2º      |       |
| 18° | 75 | Albert Arenas           | QJMotor Gresini Moto2          | Kalex        | 19   | +31.418   | 9º      |       |
| 19° | 5  | Jaume Masiá             | Preicanos Racing Team          | Kalex        | 19   | +37.598   | 23º     |       |
| 20° | 17 | Daniel Muñoz            | Preicanos Racing Team          | Kalex        | 19   | +37.769   | 27º     |       |
| 21° | 52 | Jeremy Alcoba           | Yamaha VR46 Master Camp Team   | Kalex        | 19   | +43.801   | 25º     |       |
| 22° | 20 | Xavier Cardelús         | Fantic Racing                  | Kalex        | 19   | +44.311   | 26º     |       |
| 23° | 9  | Jorge Navarro           | Klint Forward Factory Team     | Forward      | 19   | +62.601   | 31º     |       |
| 24° | 11 | Álex Escrig             | Klint Forward Factory Team     | Forward      | 19   | +76.416   | 32º     |       |

#### Ritirati
| Nº | Pilota          | Squadra                       | Motocicletta | Giri | Griglia |
| -- | --------------- | ----------------------------- | ------------ | ---- | ------- |
| 16 | Joe Roberts     | OnlyFans American Racing Team | Kalex        | 18   | 7º      |
| 71 | Dennis Foggia   | Italtrans Racing Team         | Kalex        | 13   | 29º     |
| 3  | Sergio García   | MT Helmets - MSi              | B-24         | 11   | 28º     |
| 54 | Fermín Aldeguer | Sync Speed Up                 | B-24         | 6    | 11º     |
| 44 | Arón Canet      | Fantic Racing                 | Kalex        | 0    | 3º      |
| 84 | Bo Bendsneyder  | Preicanos Racing Team         | Kalex        | 0    | 13º     |
| 28 | Izan Guevara    | CFMoto Inde Aspar Team        | Kalex        | 0    | 15º     |
| 43 | Xavier Artigas  | Klint Forward Factory Team    | Forward      | 0    | 30º     |

### Moto3
Prima vittoria in carriera nel motomondiale per José Antonio Rueda davanti a Collin Veijer e Luca Lunetta, al primo podio in carriera. Quarta posizione per David Alonso, dominatore della prima parte di gara ma che nel finale non ha potuto resistere agli attacchi. Quinto Joel Kelso davanti a Taiyo Furusato. Settimo posto per David Muñoz seguito da diversi piloti quali: Xabi Zurutuza ottavo, Daniel Holgado nono e in decima Matteo Bertelle. Undicesimo Adrián Fernández che precede Iván Ortolá. Chiudono la zona punti, il trio composto da Stefano Nepa, Tatsuki Suzuki e Joel Esteban. Di seguito i risultati della gara:

#### Arrivati al traguardo
| Pos | Nº | Pilota             | Squadra                        | Motocicletta  | Giri | Tempo     | Griglia | Punti |
| --- | -- | ------------------ | ------------------------------ | ------------- | ---- | --------- | ------- | ----- |
| 1°  | 99 | José Antonio Rueda | Red Bull KTM Ajo               | KTM RC 250 GP | 17   | 34'51"635 | 2º      | 25    |
| 2°  | 95 | Collin Veijer      | Liqui Moly Husqvarna Intact GP | Husqvarna     | 17   | +1.985    | 9º      | 20    |
| 3°  | 58 | Luca Lunetta       | SIC58 Squadra Corse            | Honda NSF250R | 17   | +3.556    | 5º      | 16    |
| 4°  | 80 | David Alonso       | CFMoto Valresa Aspar Team      | CFMoto        | 17   | +4.942    | 1º      | 13    |
| 5°  | 66 | Joel Kelso         | BOE Motorsports                | KTM RC 250 GP | 17   | +8.503    | 5º      | 11    |
| 6°  | 72 | Taiyo Furusato     | Honda Team Asia                | Honda NSF250R | 17   | +13.628   | 15º     | 10    |
| 7°  | 64 | David Muñoz        | BOE Motorsports                | KTM RC 250 GP | 17   | +16.692   | 3º      | 9     |
| 8°  | 85 | Xabi Zurutuza      | Red Bull KTM Ajo               | KTM RC 250 GP | 17   | +17.029   | 21º     | 8     |
| 9°  | 96 | Daniel Holgado     | Red Bull GASGAS Tech3          | KTM RC 250 GP | 17   | +17.165   | 7º      | 7     |
| 10° | 18 | Matteo Bertelle    | Kopron Rivacold Snipers Team   | Honda NSF250R | 17   | +17.578   | 8º      | 6     |
| 11° | 31 | Adrián Fernández   | Leopard Racing                 | Honda NSF250R | 17   | +19.026   | 17º     | 5     |
| 12° | 48 | Iván Ortolá        | MT Helmets - MSi               | KTM RC 250 GP | 17   | +20.422   | 10º     | 4     |
| 13° | 82 | Stefano Nepa       | LevelUp - MTA                  | KTM RC 250 GP | 17   | +23.417   | 11º     | 3     |
| 14° | 24 | Tatsuki Suzuki     | Liqui Moly Husqvarna Intact GP | Husqvarna     | 17   | +23.532   | 19º     | 2     |
| 15° | 78 | Joel Esteban       | CFMoto Valresa Aspar Team      | CFMoto        | 17   | +23.594   | 13º     | 1     |
| 16° | 19 | Scott Ogden        | Fibre Tech Honda - MLav Racing | Honda NSF250R | 17   | +31.150   | 12º     |       |
| 17° | 55 | Noah Dettwiler     | CIP Green Power                | KTM RC 250 GP | 17   | +37.694   | 20º     |       |
| 18° | 22 | David Almansa      | Kopron Rivacold Snipers Team   | Honda NSF250R | 17   | +37.799   | 14º     |       |
| 19° | 6  | Ryusei Yamanaka    | MT Helmets - MSi               | KTM RC 250 GP | 17   | +44.457   | 24º     |       |
| 20° | 54 | Riccardo Rossi     | CIP Green Power                | KTM RC 250 GP | 17   | +51.534   | 23º     |       |
| 21° | 12 | Jacob Roulstone    | Red Bull GASGAS Tech3          | KTM RC 250 GP | 17   | +51.593   | 18º     |       |
| 22° | 93 | Arbi Aditama       | Honda Team Asia                | Honda NSF250R | 17   | +55.582   | 22º     |       |

#### Ritirati
| Nº | Pilota            | Squadra             | Motocicletta  | Giri | Griglia |
| -- | ----------------- | ------------------- | ------------- | ---- | ------- |
| 5  | Tatchakorn Buasri | Honda Team Asia     | Honda NSF250R | 6    | 25º     |
| 7  | Filippo Farioli   | SIC58 Squadra Corse | Honda NSF250R | 4    | 16º     |
| 36 | Ángel Piqueras    | Leopard Racing      | Honda NSF250R | 1    | 4º      |

#### Non partiti
| Nº | Pilota               | Squadra                        | Motocicletta  |
| -- | -------------------- | ------------------------------ | ------------- |
| 21 | Vicente Pérez        | Fibre Tech Honda - MLav Racing | Honda NSF250R |
| 10 | Nicola Fabio Carraro | LevelUp - MTA                  | KTM RC 250 GP |